# パベリョー・ムニシパル・フォント・デ・サン・リュイス
パベリョー・ムニシパル・フォント・デ・サン・リュイス（Pavelló Municipal Font de San Lluísまたはパベリョン・ムニシパル・フエンテ・サン・ルイス（Pabellón Municipal Fuente San Luis）は、スペイン・バレンシア州バレンシア県バレンシアにある屋内アリーナ。ラ・フォンテラ（La Fonteta）という愛称でも知られる。1983年に開場した。座席数は9,000席。主にバスケットボールの試合に用いられており、リーガACBのバレンシアBCなどがホームアリーナとしている。

## 歴史
パベリョー・ムニシパル・フォント・デ・サン・リュイスは1983年に開場した。
2009-10シーズンは女子ユーロリーグのファイナル4の会場となった。この大会では地元のロス・カサレスが決勝に進出したが、決勝でロシアのスパルタク・モスクワに敗れた。
2016年にはバレンシアBCが50万ユーロを投じて改修を行った。さらには15万ユーロを投じてセンターハング4面ビジョンを設置した。

## 使用クラブ
- バレンシアBC - 男子バスケットボールクラブ。1987年から。
- ロス・カサレス・バレンシア - 女子バスケットボールクラブ。2012年まで
- バレンシアFS - フットサルクラブ。

## ギャラリー

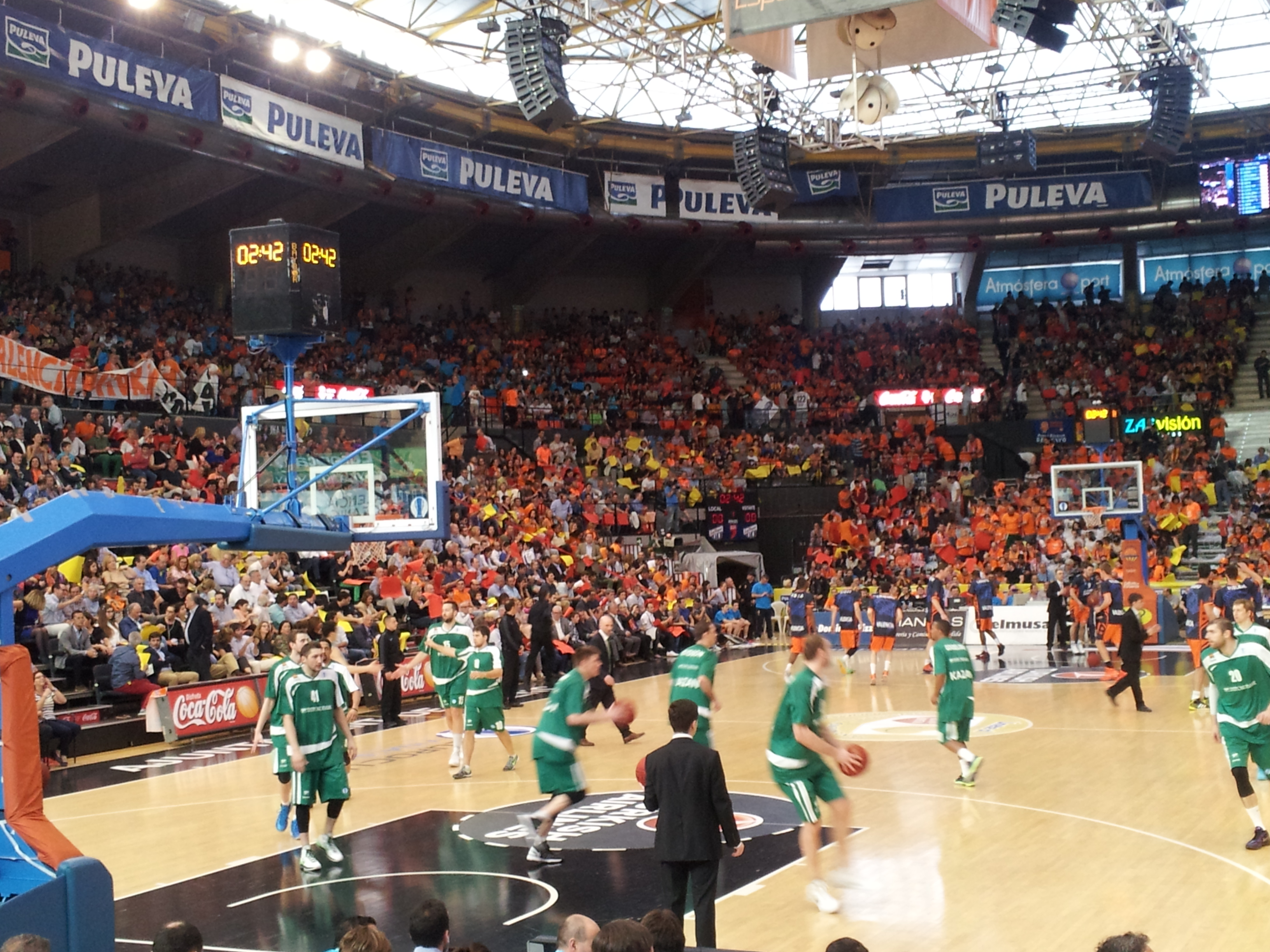
2014年のULEBユーロカップ決勝（バレンシアBC対BC UNICS）
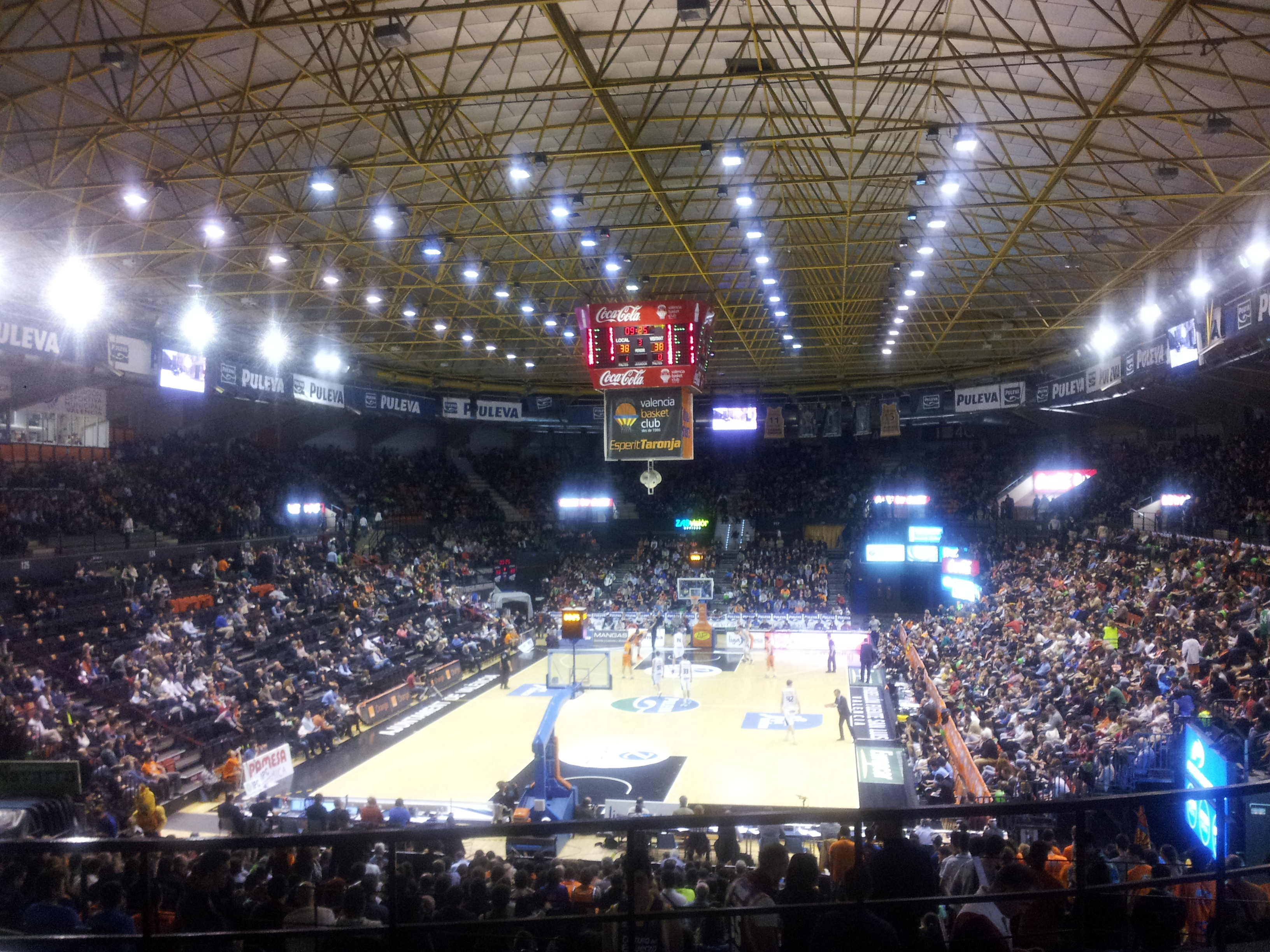
2013-14シーズンのリーガACB（バレンシアBC対オブラドイロCAB）